# Station Plymouth
Station Plymouth is een Brits spoorwegstation in de plaats Plymouth en werd in 1877 geopend. De oorspronkelijke naam is Plymouth North Road. De huidige naam geldt sinds het andere hoofdstation Plymouth Laira in 1958 werd gesloten.